# Антропологічний склад українців
Антропологічний склад українців — типологія характерних та спадкових антропологічних ознак українців.

## Історія досліджень

### Протоантропологія

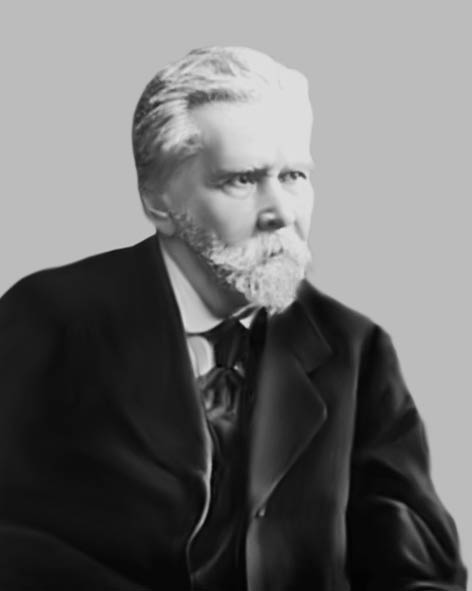
Федір Вовк

Хоча перші узагальнені антропологічні описи фізичних рис українців містили ще праці Федора Туманського та Опанаса Шафонського загалом початок антропологічних досліджень українців, як і решти європейських народів, припали на 1860-ті. Одним з перших до них звернувся Ізідор Коперницький, який в 1861 на шпальтах часопису «Университетские известия» опублікував результати своїх антропологічних розвідок «Предварительные сведения о краниологических исследованиях над строением славянских черепов». За підсумками обміру 47-ми слов'янських черепів, попри обмежену кількість вивченого матеріалу, він вдався до широких узагальнень щодо існування в минулому єдиного спільного типу, риси котрого найбільш збереглися в українців. Росіяни ж, на його думку, сформувались на фінській основі втративши слов'янські риси. Його висновки були піддані критиці В. Проценком котрий обстеживши понад 100 черепів українців та росіян відзначив схожість краніологічних характеристик. Проте погляди Коперницького надалі набули широкого поширення у польській, українській та, меншою мірою, російській антропології.
Першу масову антропологічну класифікацію запропонував Павло Чубинський. Він навів дані про фізичний тип призовників (1366 осіб) з яких виділив три типи Правобережжя: український, подільський та волинський. Згідно його думки найбільш на формування українців вплинули тюркський, південнослов'янський, і румунський морфологічні компоненти. Втім більшість ознак визначалися вельми приблизно чи узагалі не визнаються в сучасній антропології.
Опісля Юзеф Маєр та Ізідор Коперницький одночасно публікували підсумки експедиції з вивчення зокрема українців Східної Галичини. Перший, використавши матеріали Чубинського, вдався до порівняння фізичних рис галичан та наддніпрян. У галичан він відзначив дещо нижчий зріст, округлішу форму голови, і темніше забарвлення волосся та очей. Хоча ці висновки базувалися на недосконалій методиці вони, загалом, пройшли випробування часом.
Протягом 1880—1890 з'явились чисельніші праці з антропології, зокрема Миколи Гільченка котрий відзначав високий зріст та брахікефалію українців. За його спостереженнями ці риси були притаманні і кубанцям. Відносну високорослість українців, у порівнянні з іншими східними слов'янами, зазначав і Дмитро Анучин. Розмірковуючи з приводу того він писав:
Першу, обґрунтовану теорію, що базувалася на масових обстеженнях здійснив Федір Вовк. Через свою діяльність у Старій громаді, опісля репресій Емського указу, вимушено переїздить до Парижу — тогочасного центру антропологічної науки, де вдосконалює свої знання галузі. У 1904—1906 роках, за підтримки Михайла Грушевського, він взяв участь у трьох етнографічно-антропологічних експедиціях в Галичині. Повернувшись з еміграції до Росії та згуртувавши колектив учнів-студентів СПУ, зокрема Сергія Руденка, Лева Чикаленка, Олександра Шульгина та інших, разом з ними зібрав антропологічні дані великого обсягу на території сучасної України, Холмщини, Кубані та Подонні. Матеріали стосувались понад 5 тис. осіб більш ніж сорока територіальних вибірок українців. На підставі «класичних» антропометричних і антропоскофічних ознак у трьох — північній, середній та південній — смугах України Вовк дійшов висновку про відносну антропологічну одноманітність українців, відносячи їх до динарської раси поширеної на Балканах. Подібні переважаючі риси — переважання брахікефалії, відносно темного волосся і очей, пряма форма носа — він охарактеризував як «український антропологічний тип». На той час це було найсучасніше дослідження котре знаменувало певний основоположний етап української антропологічної науки.

### Міжвоєнний період
Після завершення I СВ та невдачі Української революції в країні діяло три наукових антропологічних осередки — Кабінет антропології та етнології ім. Ф. Вовка при ВУАН, відділи при Науковому товаристві ім. Шевченка та ХНУ імені В. Н. Каразіна. Локальними дослідженнями (зокрема Поділля), до арешту по справі СВУ, відзначався Анатолій Носов. 1923-го року Віктор Бунак запропонував свою класифікацію східноєвропейців виокремивши, у тому числі, чотири типи українців. Ростислав Єндик, користуючись методикою Яна Чекановського, теж визначав чотири смуги, проте з іншою географією. Втім «львівська школа» Чекановського-Єндика згодом зазнала критики, значно втративши авторитет у наукових колах.
Загалом антропологічні дослідження українців протягом 20-40-х років XX ст. мали фрагментарний характер і, за небагатьма винятками, містили методичні вади.

### Від середини XX-го сторіччя

Збори відділу етнографії ІМФЕ АН УРСР. 1966 р. Зліва направо сидять: Олександра Кувеньова, Кость Гуслистий, Єлизавета Данилова, Світлана Круц, Олена Кравець. Стоять: Наталія Гаврилюк, Галина Захарова, Володимир Горленко, Василь Дяченко, Володимир Зінич, Всеволод Наулко.

Після II СВ новий етап розвитку розпочався в середині 1950-х років опісля створення групи антропології при ІМФЕ АН УРСР на чолі з Іваном Підоплічком. 1956-го року розпочала роботу Українська експедиція очолювана Василем Дяченко: протягом восьми сезонів було обстежено майже 80 територіальних громад українців (понад 10 тис. осіб) та понад 45 вибірок інших народів. Програма досліджень охопила широкий комплекс соматологічних ознак згідно сучасної методики. Зібрані дані Дяченко узагальнив у своїй монографії, котра стала визначальною працею для вітчизняної антропології. Його фундаментальні дослідження містили детальний аналіз соматологічних варіацій і загальну антропологічну характеристику українців на фоні інших груп Східної, Центральної та Південної Європи. В Україні ним географічно було виділено п'ять регіональних варіантів — центрально-український, карпатський, нижньодніпровсько-прутський, деснянський, ільменсько-дніпровський — мешканці котрих відрізнялися за рядом ознак. Найчисельніший за Дяченком (75 % сільського населення) — центрально-український, найменш схожих рис з іншими варіантами мав карпатський тип. Зокрема середній зріст українців збільшувався з заходу на схід, від найнижчих мешканців південно-західної Львівщини до найвищих Центрального та Нижнього Подніпров'я, що загалом збігалося з показниками Вовка, який також зазначав найвищість українців північно-західної Полтавської, частини повітів Харківської та Катеринославської губерній разом з гуцулами та кубанцями.
Також виходили праці (1969—1972) Валерія Алексеєва котрий за краніологічними матеріалами XVII—XVIII ст. схилявся до думки що пращурами українців є деревляни. Натомість Тетяна Алексєєва оцінювала походження за спадковістю фізичних ознак різних східнослов'янських племен — полян, волинян, тиверців, уличів та інших. У той же час, попри переважаючу східнослов'янську основу, на її думку залишилися і певні риси дослов'янського субстрату носіями якого були черняхівці та скіфи.
У другій половині 1960-х співробітники ІМФЕ АН УРСР, зокрема — Єлизавета Данилова, Василь Дяченко, Семен Лаврик — розгорнули в Україні широкомасштабні гематологічні дослідження метою яких було виявлення регіональних відмінностей у розподілі груп крові систем ABO, MN та інших, аналіз котрих у повному обсязі було систематизовано та викладено у монографії Даниловою (1971). Вона виокремила п'ять гено-географічних областей які відрізняються між собою за значеннями генного індексу. Чотири з них входять до великої східноєвропейської гематологічної зони, а п'ята — карпатська — до північнобалкансько-карпатської. Згідно її висновків центральноукраїнська, поліська та деснянська має аналогії серед інших східнослов'янських народів, окремих груп поляків та балтійцями, у той час як карпатська тяжіє до молдован, румунів, болгарів та, меншою мірою, сербів і боснійців тощо. У південно-східній відзначено вплив давнього іранського та тюркського компонентів.

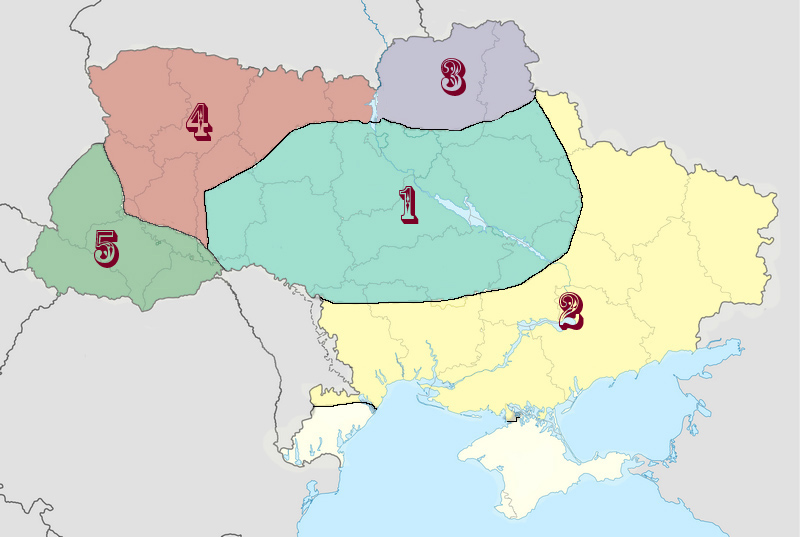
Гено-географічні зони за гематологічними ознаками (1971)
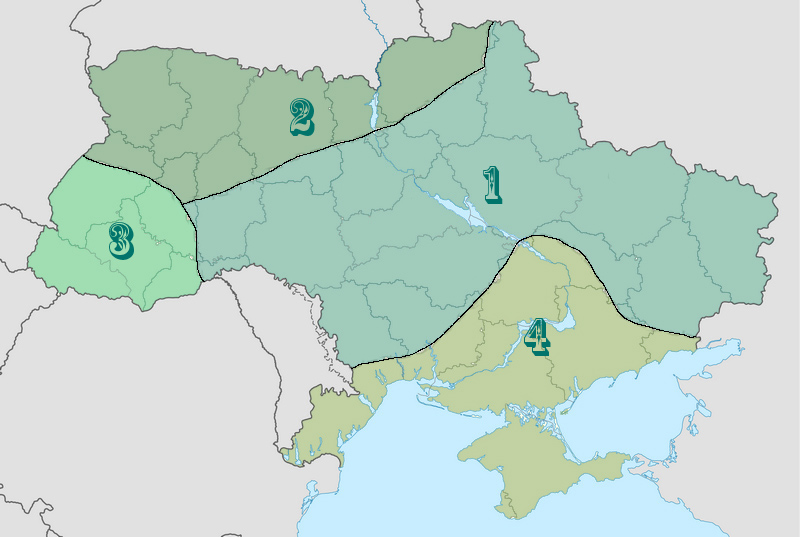
Антропологічна диференціація українців за морфо-фізіологічними ознаками (1970—1999)

Праці з антропологічної гематології продовжила Р. О. Старовойтова котра вперше увела в науковий обіг дані сивороточних систем гаптоглобіну (Hp), гамма-імуноглобуліну (Gm) та групоспецифічного компоненту (Gc).
В 1968-му Дяченко опублікував дані по двох одонтологічних ознаках наддніпрянців відзначивши їх приналежність до західного расового стовбура. Впродовж 1970—1999 років подібні дослідження, за методикою Олександра Зубова, а також дерматогліфічні проводив Сергій Сегеда. Зіставивши їх з соматологічними та гематологічними даними попередніх дослідників виокремив чотири антропологічні зони — центральну, північну, західну та південну. Він зазначав:
На південних антропологічних зв'язках українського народу акцентувала свою увагу й Т. Алексєєва: «…за всім комплексом расоводіагностичних рис росіяни і білоруси тяжіють до північнозахідних груп, українці — до південних».
Також Сегеда певною мірою погоджувався з попередніми висновками Дяченка щодо наявності фракійського компонента в українців Карпат та Буковини, що головним чином виявляється у темнішій пігментації волосся та очей, інтенсивнішому розвитку третинного волосяного покриву і переважанні випуклих спинок носа над увігнутими.

## Типологія

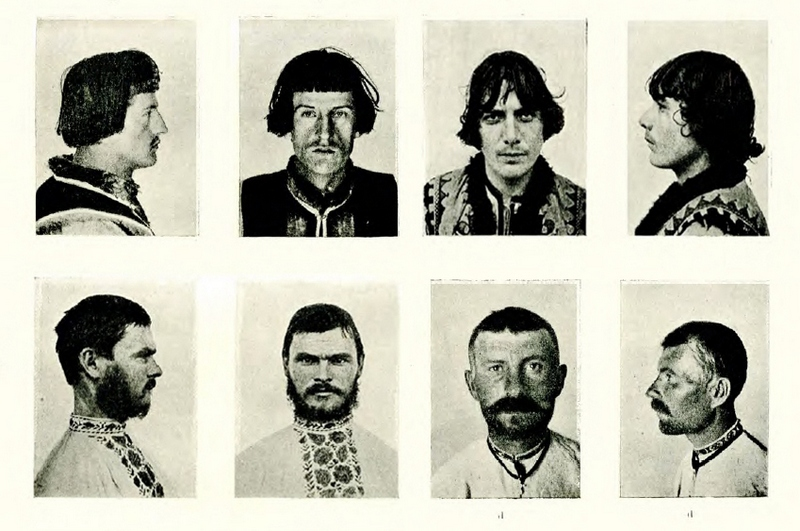
Чоловічі антропологічні типи українців (1928)

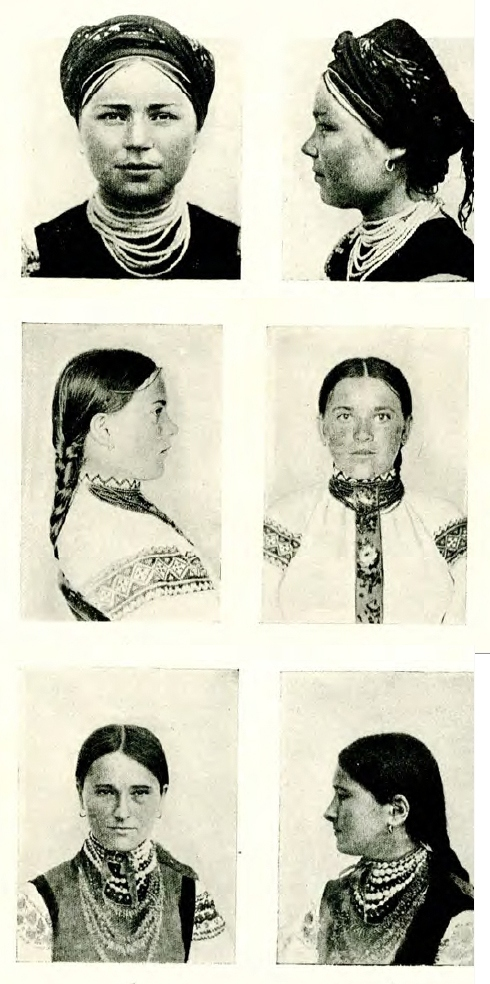
Жіночі антропологічні типи українців (1928)

### Дяченка 1965
У підсумку досліджень Дяченко відкидав висновки Федіра Вовка про належність всіх українців до одного антропологічного типу, втім зазначивши:

#### Центральноукраїнський
| Центральноукраїнський |
| --- |
| Центральноукраїнський регіон (з поліським та волинським варіантами близько 75 % сільської людності) охоплює Середню Наддніпрянщину, Поділля, Слобожанщину та інші регіони, сільським жителям котрих притаманні високий зріст (близько 170 см), брахікефалія (головний показник у середньому 83,5), відносно широке обличчя, переважання прямої форми носа, переважно темний колір очей (кількість світлооких у середньому складає 38 %) і волосся, темні відтінки яких властиві майже половині обстежених, середній розвиток третинного волосяного покриву. В окремих регіонах цієї області, зокрема у Лівобережжі, присутній вплив давнього іранського (скіфського та сарматського) південно європеоїдного морфологічного компоненту, що виявляється у переважанні темних відтінків очей та в інтенсивнішому розвиткові третинного волосяного покриву. Окрім того, на півдні Київщини, Черкащини, Полтавщини помітна певна монголоїдна домішка: збільшення діаметру вилиць та складки верхньої повіки, тенденція до сплощення обличчя та поперечної спинки носа тощо. Втім згадані морфологічні риси є незначні і їх можливо відзначити лише при зіставленні з тими групами, які за будовою обличчя вважаються еталоном європеоїдної раси. |

##### Поліський варіант ЦнУ
| Поліський варіант |
| --- |
| Поліський варіант охоплює північну частину Житомирщини та Рівненщини (близько 4 % сільської людності). Характерними рисами поліщуків є середній зріст (167,5 — 168 см), яскраво виражена брахікефалія (головний показник — 84), дуже низьке і водночас широке обличчя з доволі масивним надбрів'ям, досить темний колір очей та відносно світлий волосся. Їм властивий середній і слабкий розвиток третинного волосяного покриву. Як і повсюдно в Україні, переважає пряма спинка носа. |

##### Волинський варіант ЦнУ
| Волинський варіант |
| --- |
| Волинський варіант представлений на теренах Волинської області, півдня Рівненщини та північних районів Галичини (близько 8 % сільської людності). Мешканці характеризуються масивним надбрів'ям, значним нахилом чола, низьким і широким, слабо профільованим обличчям, а головне — чітко окресленим носом із високим переніссям. Їм властиві середня пігментація волосся та очей, середній розвиток третинного волосяного покриву, слабо розвинута складка верхньої повіки. За більшістю ознак людність Волині дуже близька до поліщуків Рівненщини та Житомирщини, відрізняючись від них масивнішою будовою обличчя та чіткіше окресленим, дещо опуклим носом. |

#### Карпатський
| Карпатський |
| --- |
| Карпатський регіон — північні схили Карпат та Закарпаття (приблизно 6 % сільської людності). Аналіз середніх значень найважливіших морфологічних ознак значною мірою підтвердив круглоголовість та темну пігментацію корінних мешканців окресленого краю. Їм властиві найвищий в Україні головний показник (близько 85), темноокість (майже 15 % темних і 58 % змішаних відтінків райдужки) та відносна темноволосість (понад 58 %). Також пересічний мешканець даної області характеризується інтенсивним третинним волосяним покривом. Як правило, середньовисокий зріст — понад 167 см, досить високе обличчя, показник якого становить 88 — 89, відносно довгий вузький ніс (носовий показник — близько 61), часто з опущеною основою, що різко виступає з площини обличчя. Ще одна характерна риса — значне переважання опуклих спинок носа над увігнутими (відповідно близько 25 і 7 %). |

В ареалі карпатської антропологічної області виокремлюються два основні відмінні локальні варіанти — східний та західний.

##### Східний варіант КпР
| Східний варіант |
| --- |
| Населення східної частини (надто гуцули Закарпаття) характеризується найменшим серед українців поздовжнім діаметром голови (близько 184 мм) і найбільш вираженою брахікефалією, вузьким і високим обличчям, найпрямішим лобом із найслабкішим розвитком надбрів'я. Прямі аналогії даному комплексу ознак простежуються у сусідніх буковинців (Заставнівський та Сторожинецький райони). Близьким поєднанням соматологічних показників характеризується населення Південного Закарпаття, яке ще більш темнооке (25 % світлих відтінків райдужини) і має меншу висоту обличчя. |

##### Західний варіант КпР
| Західний варіант |
| --- |
| Спостерігається деяке збільшення поздовжнього (до 188 мм) і поперечного (до 160 мм) діаметрів голови. Людність цього регіону порівняно з попереднім більш широколиця та загалом дещо нижчий відсоток опуклих спинок носа. За кольором волосся та очей, трапляються як дуже темнопігментовані, так і світлопігментовані варіанти. Так, бойки високогірної Славщини за пігментацією є типовими представниками Карпатської області. В той же час мешканці Боринщини належать до найсвітлоокіших (із 100 обстежених осіб, за даними В. Дяченка жодного темноокого) і світловолосих груп України. За цими та іншими ознаками вони тяжіють до лемків. |

#### Нижньодніпровсько-прутський

##### Прутський варіант
| Прутський |
| --- |
| Прутський варіант — Східна Буковина. Мешканці характеризуються темною пігментацією волосся та очей (світлооких — 27 — 28 %, темнооких — близько 10 %), більш видовженою формою голови (головний показник — 81,5), видовженим обличчям, чітко окресленим носом, кількість випуклих та увігнутих спинок якого приблизно однакова (близько 10 %), дуже значним розвитком третинного волосяного покриву, високим зростом (близько 170 см). |

##### Нижньодніпровський варіант
| Нижньодніпровський |
| --- |
| Нижньодніпровський варіант — значна частина Дніпровщини та півдня Полтавщини. Тут збереглася давня іранська (південноєвропеоїдна) домішка, яка виявляється у переважанні темних відтінків кольорів очей та волосся, в інтенсивнішому розвиткові третинного волосяного покриву тощо. |

#### Деснянський (Валдайський)
| Деснянський |
| --- |
| Деснянський регіон — північні райони Чернігівщини та Київщини (близько 4 % сільської людності). Характеризується невисоким зростом (166,5 — 167 см), брахікефалією (головний показник — 83,5), середніми розмірами голови та обличчя і досить світлим кольором волосся (лише 35 — 40 % темноволосих) та очей (половина світлооких і лише 3 % темнооких). |

#### Верхньодніпровсько-ільменський
| Верхньодніпровсько-ільменський |
| --- |
| Верхньодніпровсько-ільменський — Ріпкинський район (менше 0.5 % сільської людності). Населення цього порубіжжя складається з будаків. Воно має ще світліший, ніж носії попереднього комплексу ознак, колір очей (55 — 60 % світлооких) і волосся. Це найбільш депігментована територіальна група в Україні. Присутній найвищий відсоток довгоголових. На відміну від поліщуків Правобережного Полісся нащадки будаків характеризуються доволі прямим лобом зі слабо розвинутим надбрів'ям і невеликим діаметром вилиць. Зріст середній — 167 см.. |

Дані антропологічних досліджень в УРСР публікувалися, починаючи з 1960 року в серії «Матеріали з антропології України» (випуски I—VI до 1972 р.). Із західноєвропейських фахівців питаннями антропології України цікавилися Жозеф Денікер (1908 і 1926), Ганс Гюнтер (1929), Ільзе Швідецьки (1938-39) та інші.